# Nick Wirth
Nicholas John Peter "Nick" Wirth (Merton, 26 de março de 1966) é um engenheiro automobilístico britânico e fundador e proprietário da Wirth Research.

## Biografia
Wirth já trabalhou várias vezes na principal categoria do automobilismo mundial: primeiro na March Engineering, depois na Leyton House Racing, em 1994, na Simtek (onde era o dono da equipe), na Benetton e, na Virgin Racing.

## Simtek
A Simtek Research foi fundada em 1989 por Max Mosley e Nick Wirth. Originalmente, esteve envolvido em muitas áreas da Fórmula 1, incluindo a construção de túneis de vento e construção de chassis para terceiros. Wirth foi anteriormente contratado pelo proprietário do March Team, Mosley.
De outubro de 1993 a junho de 1995, Wirth foi fundador, proprietário e diretor técnico do Simtek Grand Prix , uma equipe de corrida de Fórmula 1 que apareceu pela primeira vez na temporada de 1994 da Fórmula 1. Simtek Research forneceu à equipe engenharia e design para os carros.
A equipe sofreu o golpe da morte de Roland Ratzenberger durante a qualificação para o Grande Prêmio de San Marino. Simtek sofreu uma primeira temporada difícil e eventualmente desistiu da Fórmula 1 durante a temporada de 1995, o que forçou a Simtek Research à falência.

## Benetton e projetos fora da Fórmula Um
De 1996 a 1999, Wirth foi designer-chefe e mais tarde membro do conselho da equipe de Fórmula Um da Benetton.
Em 1999, Wirth fundou a RoboScience e criou o RS-01 RoboDog em 2001.
Em 2003, ele fundou a Wirth Research.
Em 2006, a Wirth Research começou a trabalhar para a FIA no túnel de vento Casumaro, na Itália, no projeto da asa traseira dividida (CDG) que a FIA propôs para a temporada de 2008 da F1.
Em 2007, a Wirth Research envolveu-se com o programa Acura LMP na American Le Mans Series e no projeto do carro da classe LMP1 para a temporada de 2009. Wirth usou amplamente a dinâmica de fluidos computacional para projetar o carro da classe LMP1 .

## Virgin Racing
Em 2009, a Wirth Design se uniu a John Booth, da Manor Motorsport, para criar um carro para a temporada de Fórmula Um de 2010. Wirth foi nomeado diretor técnico da equipe. A empresa Virgin, de Richard Branson, tornou-se patrocinadora principal e a equipe foi renomeada como Virgin Racing. O carro que Wirth projetou para uso na temporada de 2010, o Virgin VR-01, é o primeiro carro de corrida de Fórmula Um projetado inteiramente com dinâmica de fluido computacional, sem o uso de túneis de vento tradicionais durante o processo de design ou construção.
 

Wirth também projetou o segundo carro de F1 da Virgin, o MVR-02, mas seu desempenho foi decepcionante, pois não conseguiu diminuir a diferença para os líderes em relação ao VR-01. Em junho de 2011, a Virgin anunciou que havia se separado da Wirth e abandonado sua política de usar apenas CFD.